# Liste der Nummer-eins-Hits in Japan (1985)
Die Liste der japanischen Nummer-eins-Hits enthält die Daten vom 1. Januar bis zum 31. Dezember 1984. Die letzte Woche im Jahr fällt mit der ersten Woche des neuen Jahres zusammen. Angegeben sind die Verkaufszahlen der jeweiligen Nummer eins in ihrer Woche. Alle Angaben basieren auf den offiziellen japanischen Charts von Oricon.

## Singles
| ← 1984 ← | Liste der Nummer-eins-Hits in Japan | Liste der Nummer-eins-Hits in Japan        | Liste der Nummer-eins-Hits in Japan                    | 1986 →                    |
| \| Zeitraum \| Wo. ges. \| Interpret \| Titel Autor(en) \| Zusätzliche Informationen \| \| (Zeitraum, Wochen auf Platz eins, Interpret, Titel, Autor[en], zusätzliche Informationen) \| \| \| \| \| \| ----------------------------------------------------------------------------------------- \| -------- \| ------------------------------------------ \| ------------------------------------------------------ \| ------------------------- \| \| 31. Dezember 1984 – 20. Januar 1985 3 Wochen \| 3 \| Kyōko Koizumi \| The Stardust Memory \| – \| \| 21. Januar 1985 – 10. Februar 1985 3 Wochen \| 3 \| Kōji Kikkawa \| You Gotta Chance: Dance de Natsu wo Dakishimete \| – \| \| 11. Februar 1985 – 24. Februar 1985 2 Wochen \| 2 \| Seiko Matsuda \| Tenshi no Wink \| – \| \| 25. Februar 1985 – 3. März 1985 1 Woche \| 1 \| Masahiko Kondō \| Yoisho! \| – \| \| 4. März 1985 – 10. März 1985 1 Woche \| 1 \| The Alfee \| Cinderella wa Nemurenai \| – \| \| 11. März 1985 – 17. März 1985 1 Woche \| 1 \| Momoko Kikuchi \| Sotsugyō: Graduation \| – \| \| 18. März 1985 – 31. März 1985 2 Wochen \| 2 \| Akina Nakamori \| Mi Amore (Meu amor é...) \| – \| \| 1. April 1985 – 21. April 1985 3 Wochen \| 3 \| The Checkers \| Ano Ko to Scandal \| – \| \| 22. April 1985 – 5. Mai 1985 2 Wochen \| 2 \| Kyōko Koizumi \| Tokonatsu Musume \| – \| \| 6. Mai 1985 – 12. Mai 1985 1 Woche \| 1 \| Kōji Kikkawa \| Nikumare Sōna New Face \| – \| \| 13. Mai 1985 – 19. Mai 1985 1 Woche \| 1 \| Akina Nakamori \| Akai Tori Nigeta \| – \| \| 20. Mai 1985 – 26. Mai 1985 1 Woche \| 1 \| Seiko Matsuda \| Boy no Kisetsu \| – \| \| 27. Mai 1985 – 9. Juni 1985 2 Wochen \| 2 \| Momoko Kikuchi \| Boy no Theme \| – \| \| 10. Juni 1985 – 23. Juni 1985 2 Wochen \| 2 \| Yumi Matsutoya, Kazumasa Oda, Kazuo Zaitsu \| Ano Ko to Scandal \| – \| \| 24. Juni 1985 – 30. Juni 1985 1 Woche \| 1 \| Naoko Kawai \| Debut / Manhattan Joke \| – \| \| 1. Juli 1985 – 7. Juli 1985 1 Woche \| 1 \| Akina Nakamori \| Sand Beige: Sabaku e \| – \| \| 8. Juli 1985 – 14. Juli 1985 1 Woche \| 1 \| Seiko Matsuda \| Dancing Shoes \| – \| \| 15. Juli 1985 – 4. August 1985 3 Wochen \| 3 \| The Checkers \| Ore-tachi no Rockabilly Night \| – \| \| 5. August 1985 – 11. August 1985 1 Woche \| 1 \| Kyōko Koizumi \| Majo \| – \| \| 12. August 1985 – 25. August 1985 2 Wochen (insgesamt 4) \| 4 \| Anzen Chitai \| Kanashimi ni Sayonara \| – \| \| 26. August 1985 – 1. September 1985 1 Woche \| 1 \| Toshihiko Tahara \| Kareinaru Kake \| – \| \| 2. September 1985 – 15. September 1985 2 Wochen (insgesamt 4) \| 4 \| Anzen Chitai \| Kanashimi ni Sayonara \| – \| \| 16. September 1985 – 29. September 1985 2 Wochen \| 2 \| Sonoko Kawai \| Namida no Jasmine Love \| – \| \| 30. September 1985 – 6. Oktober 1985 1 Woche \| 1 \| The Checkers \| Heart of Rainbow: Ai no Niji wo Watatte / Blue Pacific \| – \| \| 7. Oktober 1985 – 20. Oktober 1985 2 Wochen \| 2 \| Momoko Kikuchi \| Mō Aenai Kamo Shirenai \| – \| \| 21. Oktober 1985 – 27. Oktober 1985 1 Woche \| 1 \| Akina Nakamori \| Solitude \| – \| \| 28. Oktober 1985 – 10. November 1985 2 Wochen (insgesamt 8) \| 8 \| Akiko Kobayashi \| Koi ni Ochite: Fall in Love \| – \| \| 11. November 1985 – 17. November 1985 1 Woche \| 1 \| The Checkers \| Kami-sama Help! \| – \| \| 18. November 1985 – 1. Dezember 1985 2 Wochen (insgesamt 8) \| 8 \| Akiko Kobayashi \| Koi ni Ochite: Fall in Love \| – \| \| 2. Dezember 1985 – 8. Dezember 1985 1 Woche \| 1 \| Kyōko Koizumi \| Nantettatte Idol \| – \| \| 9. Dezember 1985 – 22. Dezember 1985 2 Wochen (insgesamt 8) \| 8 \| Akiko Kobayashi \| Koi ni Ochite: Fall in Love \| – \| \| 23. Dezember 1985 – 29. Dezember 1985 1 Woche \| 1 \| Shonentai \| Kamen Butōkai \| – \| \| 30. Dezember 1985 – 12. Januar 1986 2 Wochen (insgesamt 8) \| 8 \| Akiko Kobayashi \| Koi ni Ochite: Fall in Love \| – \| |                                     |                                            |                                                        |                           |
| ← 1984 |                                     |                                            |                                                        | → 1986 →                  |
| Zeitraum | Wo. ges.                            | Interpret                                  | Titel Autor(en)                                        | Zusätzliche Informationen |
| (Zeitraum, Wochen auf Platz eins, Interpret, Titel, Autor[en], zusätzliche Informationen) |                                     |                                            |                                                        |                           |
| 31. Dezember 1984 – 20. Januar 1985 3 Wochen | 3                                   | Kyōko Koizumi                              | The Stardust Memory                                    | –                         |
| 21. Januar 1985 – 10. Februar 1985 3 Wochen | 3                                   | Kōji Kikkawa                               | You Gotta Chance: Dance de Natsu wo Dakishimete        | –                         |
| 11. Februar 1985 – 24. Februar 1985 2 Wochen | 2                                   | Seiko Matsuda                              | Tenshi no Wink                                         | –                         |
| 25. Februar 1985 – 3. März 1985 1 Woche | 1                                   | Masahiko Kondō                             | Yoisho!                                                | –                         |
| 4. März 1985 – 10. März 1985 1 Woche | 1                                   | The Alfee                                  | Cinderella wa Nemurenai                                | –                         |
| 11. März 1985 – 17. März 1985 1 Woche | 1                                   | Momoko Kikuchi                             | Sotsugyō: Graduation                                   | –                         |
| 18. März 1985 – 31. März 1985 2 Wochen | 2                                   | Akina Nakamori                             | Mi Amore (Meu amor é...)                               | –                         |
| 1. April 1985 – 21. April 1985 3 Wochen | 3                                   | The Checkers                               | Ano Ko to Scandal                                      | –                         |
| 22. April 1985 – 5. Mai 1985 2 Wochen | 2                                   | Kyōko Koizumi                              | Tokonatsu Musume                                       | –                         |
| 6. Mai 1985 – 12. Mai 1985 1 Woche | 1                                   | Kōji Kikkawa                               | Nikumare Sōna New Face                                 | –                         |
| 13. Mai 1985 – 19. Mai 1985 1 Woche | 1                                   | Akina Nakamori                             | Akai Tori Nigeta                                       | –                         |
| 20. Mai 1985 – 26. Mai 1985 1 Woche | 1                                   | Seiko Matsuda                              | Boy no Kisetsu                                         | –                         |
| 27. Mai 1985 – 9. Juni 1985 2 Wochen | 2                                   | Momoko Kikuchi                             | Boy no Theme                                           | –                         |
| 10. Juni 1985 – 23. Juni 1985 2 Wochen | 2                                   | Yumi Matsutoya, Kazumasa Oda, Kazuo Zaitsu | Ano Ko to Scandal                                      | –                         |
| 24. Juni 1985 – 30. Juni 1985 1 Woche | 1                                   | Naoko Kawai                                | Debut / Manhattan Joke                                 | –                         |
| 1. Juli 1985 – 7. Juli 1985 1 Woche | 1                                   | Akina Nakamori                             | Sand Beige: Sabaku e                                   | –                         |
| 8. Juli 1985 – 14. Juli 1985 1 Woche | 1                                   | Seiko Matsuda                              | Dancing Shoes                                          | –                         |
| 15. Juli 1985 – 4. August 1985 3 Wochen | 3                                   | The Checkers                               | Ore-tachi no Rockabilly Night                          | –                         |
| 5. August 1985 – 11. August 1985 1 Woche | 1                                   | Kyōko Koizumi                              | Majo                                                   | –                         |
| 12. August 1985 – 25. August 1985 2 Wochen (insgesamt 4) | 4                                   | Anzen Chitai                               | Kanashimi ni Sayonara                                  | –                         |
| 26. August 1985 – 1. September 1985 1 Woche | 1                                   | Toshihiko Tahara                           | Kareinaru Kake                                         | –                         |
| 2. September 1985 – 15. September 1985 2 Wochen (insgesamt 4) | 4                                   | Anzen Chitai                               | Kanashimi ni Sayonara                                  | –                         |
| 16. September 1985 – 29. September 1985 2 Wochen | 2                                   | Sonoko Kawai                               | Namida no Jasmine Love                                 | –                         |
| 30. September 1985 – 6. Oktober 1985 1 Woche | 1                                   | The Checkers                               | Heart of Rainbow: Ai no Niji wo Watatte / Blue Pacific | –                         |
| 7. Oktober 1985 – 20. Oktober 1985 2 Wochen | 2                                   | Momoko Kikuchi                             | Mō Aenai Kamo Shirenai                                 | –                         |
| 21. Oktober 1985 – 27. Oktober 1985 1 Woche | 1                                   | Akina Nakamori                             | Solitude                                               | –                         |
| 28. Oktober 1985 – 10. November 1985 2 Wochen (insgesamt 8) | 8                                   | Akiko Kobayashi                            | Koi ni Ochite: Fall in Love                            | –                         |
| 11. November 1985 – 17. November 1985 1 Woche | 1                                   | The Checkers                               | Kami-sama Help!                                        | –                         |
| 18. November 1985 – 1. Dezember 1985 2 Wochen (insgesamt 8) | 8                                   | Akiko Kobayashi                            | Koi ni Ochite: Fall in Love                            | –                         |
| 2. Dezember 1985 – 8. Dezember 1985 1 Woche | 1                                   | Kyōko Koizumi                              | Nantettatte Idol                                       | –                         |
| 9. Dezember 1985 – 22. Dezember 1985 2 Wochen (insgesamt 8) | 8                                   | Akiko Kobayashi                            | Koi ni Ochite: Fall in Love                            | –                         |
| 23. Dezember 1985 – 29. Dezember 1985 1 Woche | 1                                   | Shonentai                                  | Kamen Butōkai                                          | –                         |
| 30. Dezember 1985 – 12. Januar 1986 2 Wochen (insgesamt 8) | 8                                   | Akiko Kobayashi                            | Koi ni Ochite: Fall in Love                            | –                         |